# Klarakloster (Heilbronn)

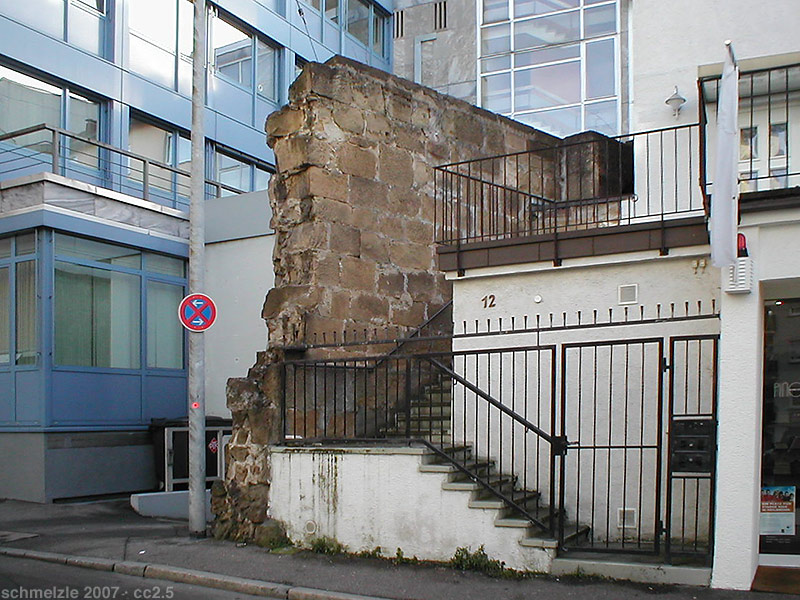
Mauerrest des Klaraklosters in Heilbronn

Das Klarakloster war ein Konvent der in Klarissen in Heilbronn. Die Nonnen des Heilbronner Konvents kamen im späten 13. Jahrhundert aus  Flein. Das Kloster bestand bis zur Säkularisation 1803, die Klarissen verließen schließlich 1811 die Stadt. Die Bauten des Klosters wurden 1876 und 1889 größtenteils abgerissen. An das Kloster erinnern in Heilbronn heute die Klarastraße am ehemaligen Standort sowie ein Mauerrest in der Siebeneichgasse.

## Geschichte

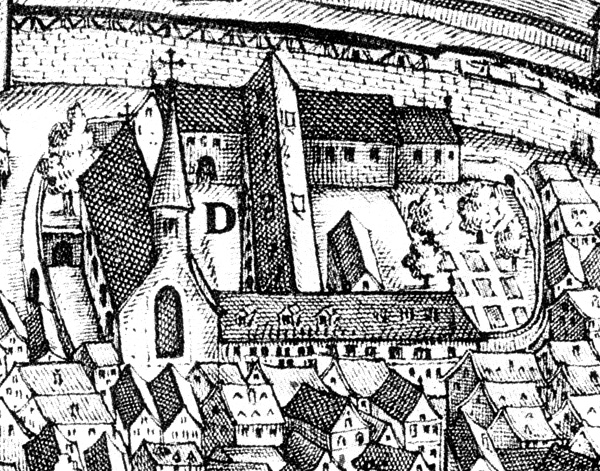
Heilbronner Klarakloster, Stadtansicht von Johann Sigmund Schlehenried, 1658

Ausgehend vom Kloster Söflingen kamen Klarissen gegen Ende des 13. Jahrhunderts nach Flein, wo die Herren von Talheim ein kleines Kloster errichten ließen. Die Stiftungsurkunde wurde im frühen 19. Jahrhundert von Karl Friedrich Jaeger angeblich noch eingesehen. Er nennt das Stiftungsjahr 1289. Inzwischen ist die Urkunde jedoch verschollen. Die älteste heute noch nachweisbare urkundliche Nachricht stammt vom 3. Januar 1302, als das Kloster mit Genehmigung des Würzburger Bischofs Mangold bereits in die sicherere Stadt Heilbronn verlegt worden war, nachdem sich das ländliche Flein als ungeeignet zum Klosterleben in Krisenzeiten erwiesen hatte. Papst Clemens V. bestätigte dem Heilbronner Klarakloster im Jahr 1310 alle Freiheiten, die von seinen Vorgängern verliehen worden waren. Die Herren von Talheim (Konrad der Kleine und sein Sohn Konrad) verzichteten 1331 auf alle Ansprüche auf Güter, die der Vater Konrads des Kleinen einst dem Kloster vermacht hatte.
Das Kloster hatte im 15. Jahrhundert Besitz in Adolzfurt-Scheppach, Beilstein, Böckingen, Flein, Frankenbach, Großgartach, Gruppenbach, Hausen im Zabergäu, Heilbronn, Holzweiler, Horkheim, Kirchheim, Kochendorf, Kochertürn, Neckargartach, Nordheim, Obereisesheim, Obergrießheim, Ödheim, Sülzbach, Talheim und Weinsberg. Sofern es sich um Höfe mit Ländereien oder Weinberge handelte, waren diese als Erblehen vergeben. Im frühen 16. Jahrhundert sind außerdem Gefälle und Gülten aus Binswangen, Botenheim, Dürrenzimmern, Eberstadt, Ellhofen, Eppingen, Erlenbach, Gellmersbach, Ilsfeld, Lauffen, Neckarsulm, Neuenstadt, Schluchtern, Schwaigern, Sontheim, Stetten und Wimpfen belegt. Die Lebensmittel des Klosters wurden aus den verpachteten Höfen bezogen. Zum weiteren Lebensunterhalt der Schwestern trugen darüber hinaus eine Weberei, eine Hostienbäckerei, eine Wachszieherei und die Paramentenstickerei bei.
Wie auch im Heilbronner Franziskanerkloster des männlichen Zweiges der Minoriten verweltlichten die Sitten im Klarissenkloster allmählich, so dass das Kloster im Dezember 1465 zum Ziel der Klosterreformen durch Papst Paul II. und der ordensinternen Observanzbewegung wurde.
Im Zeitalter der Reformation versuchte der Rat der Stadt Heilbronn, auch das Klarakloster zu reformieren. Da die Klarissen jedoch am alten Glauben festhielten, waren sie vielfachen Repressalien und Schikanen ausgesetzt. 1525 befahl der Rat der Stadt das Tragen weltlicher Kleidung, später hinderte er sie an der Ausübung von Gottesdiensten. 1542 versuchte die Stadt gar, eine Schule im Klostergebäude einzurichten, was jedoch wegen des schlechten baulichen Zustands der Gebäude verworfen wurde. Der Rat der Stadt hob 1544 das Franziskanerkloster auf, von dem aus die Klarissen geistlich betreut worden waren. Einzelnen Barfüßern, die einen separaten Flügel des Klaraklosters bewohnten, blieb das Predigen bei den Klarissen noch erlaubt, aber fremden Predigern war es verboten. Erst nach 1624 wurden wieder katholische Gottesdienste in der Klosterkirche zugelassen.
In den Wirren des Dreißigjährigen Krieges wurde Heilbronn 1632 von schwedischen Truppen eingenommen. Gustav Adolf schenkte das Kloster daraufhin der Stadt, die Schwestern wurden aus dem Kloster vertrieben. 1634 wurde das Kloster bei der Belagerung der Stadt durch kaiserliche Truppen niedergebrannt. Nach der Übergabe der Stadt wurde der Magistrat durch kaiserliche Kommissare zur Rückgabe des Klosters und zur Wiedergutmachung der erlittenen Schäden verurteilt.
1803 wurde das Kloster säkularisiert. Der Konvent der Schwestern bestand jedoch bis 1811 fort. Die verbliebenen liturgischen Geräte kamen an die katholische Gemeinde. Die Gebäude wurden ab 1852 zur Unterbringung von weiblichen Strafgefangenen aus Kochendorf genutzt, später als Schule. 1876 wurde der Konventflügel an der Stadtmauer abgebrochen, wobei eine auf dem Dach stehende Wetterfahne, einen Franziskaner zeigend, dem Museum Heilbronn übergeben wurde. Die ehemalige Klosterkirche wurde im November 1888 mit dem zugehörigen Areal von 543 m² verkauft und 1889 abgerissen.

## Klosterbauten

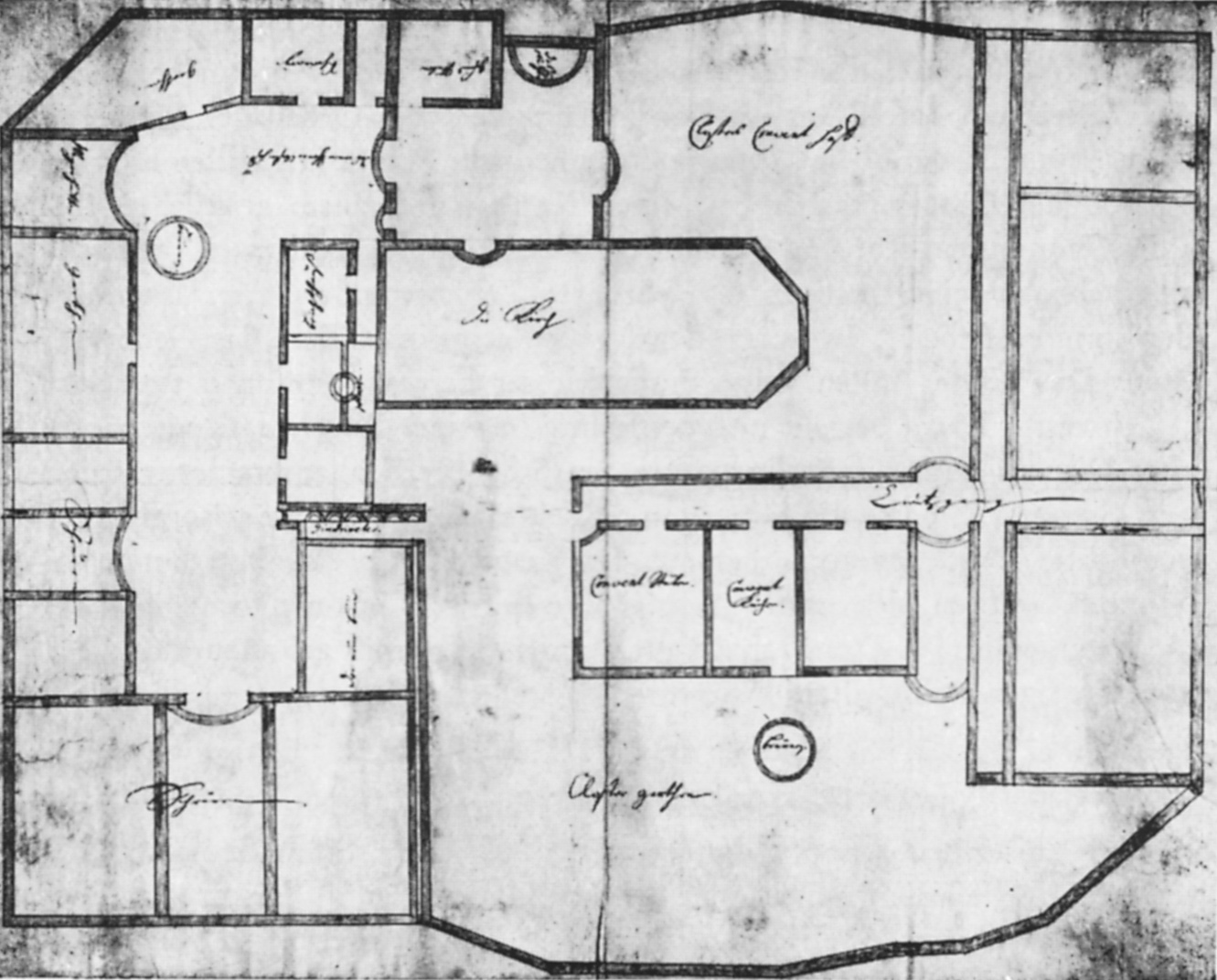
Plan des Klaraklosters von 1723

Über das Aussehen der frühen Klosteranlage in Heilbronn gibt es keine sicheren Quellen. Anfangs besaß das Kloster noch keine eigene Kirche. Diese wurde nach unterschiedlichen Quellen entweder 1380 vollendet oder erst 1420 erbaut. Die Kirche war einschiffig, gotisch und mit einem polygonalen Chor ausgestattet. Sie war mit 36 m Länge, 11,8 m Breite und 10,5 m Höhe ebenso groß wie die Nikolaikirche zu Heilbronn. Während der Chor mit einem Kreuzrippengewölbe überspannt war, war das Langhaus mit einem hölzernen Tonnengewölbe ausgestattet. Die Kirche scheint nach und nach ausgestattet und erweitert worden zu sein. 1476 schufen zwei Heilbronner Barfüßer das Chorgestühl, 1510 erhielt die Kirche einen Turm. Einen eigenen Friedhof hatte das Kloster nicht, gleichwohl besaß die Kirche eine Gruft.
Die Westmauer des ehemaligen Klaraklosters wurde am 11. August 1955 abgebrochen. Heute ist lediglich noch ein Mauerrest an der Siebeneichgasse von den ehemaligen Klosteranlagen erhalten. Nach dem Zweiten Weltkrieg wurden außerdem Fundamentreste eines vermuteten vorstaufischen Wehrturms gefunden.

## Ausstattung
Beim Abbruch eines Teils der Klostergebäude wurden zwei über Eingangstüren befindliche Reliefs geborgen, die in das Museum Heilbronn kamen, wo sie in der Kriegszeit verloren gingen. Beim Abbruch der Klosterkirche 1889 wurde ein 1,70 × 1,45 m großes Sandsteinrelief, Abschied Christi von seiner Mutter Maria, geschaffen von Hans Seyfer, in das Lapidarium Stuttgart gebracht, wo es in der Kriegszeit verloren ging. Beim Abbruch wurden in der Krypta der Kirche Grabsteine, ein Bronzekreuz und ein Topf mit Münzen gefunden. Unter den Grabstein befanden sich Steine für die im Jahre 1623 zur Pestzeit verstorbene 13-jährige Maria Kempf, den am 10. September 1693 verstorbenen 56-jährigen Weinhändler Carolus Venino, für die 1697 verstorbene Witwe Johanna Muria, für den 1672 beigesetzten Cellarius des Schöntaler Hofes und für den 1712 beigesetzten General Glowitz. Drei Grabsteine wurden in das Lapidarium nach Stuttgart gebracht, wo sie in der Kriegszeit verlorengingen. Im Katalog der königlichen Altertümersammlung Stuttgart aus dem Jahre 1917 sind diese eingehend beschrieben.
Beim Abbruch des großen Konventsflügels an der Stadtmauer im Jahre 1876, wurde eine auf dem Dach stehende Wetterfahne, die einen Franziskaner darstellt, dem Historischen Verein Heilbronn übergeben. Später kam sie in die historischen Sammlungen der Stadt, heute ist sie im Haus der Stadtgeschichte (Heilbronn) ausgestellt.
Möglicherweise aus dem Klarakloster stammt auch eine kleine hölzerne Verkündigungsgruppe aus dem 16. Jahrhundert, die sich heute im Bode-Museum in Berlin befindet. Eine Nachbildung dieser Gruppe von Robert Grässle aus dem Jahr 1929 ist ebenfalls im Haus der Stadtgeschichte zu sehen.

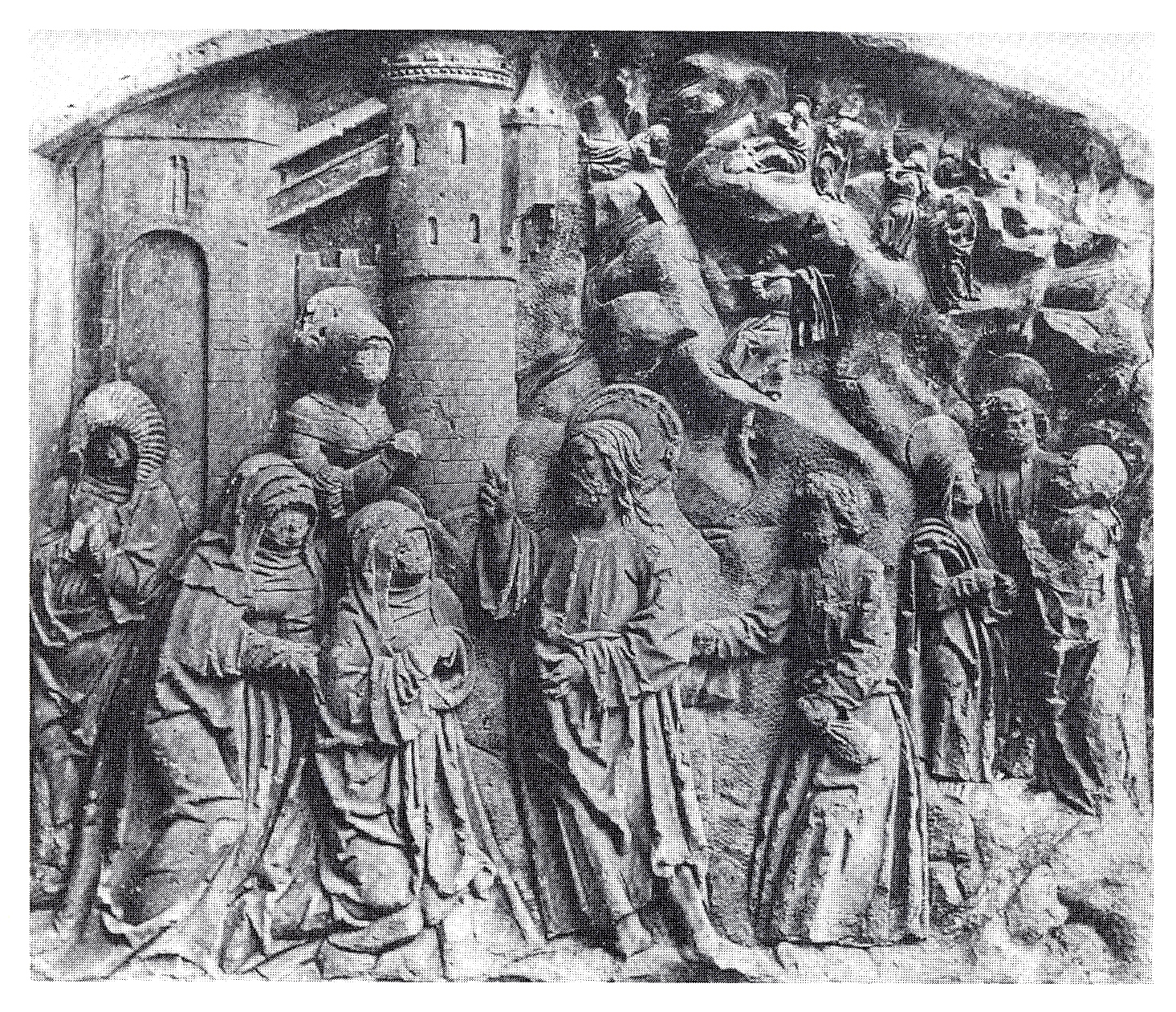